# 圣克洛德 (瓜德罗普)
圣克洛德（法語：Saint-Claude，法語發音：[sɛ̃ klod] ⓘ）是法国海外省瓜德罗普的一个市镇，属于巴斯特尔区。

## 地理
圣克洛德（16°1'38"N, 61°41'54"W）面积34.3 平方千米，位于法国海外省瓜德罗普。
与圣克洛德接壤的市镇（或旧市镇、城区）包括：卡佩斯泰尔贝洛、巴伊夫、巴斯特尔、古贝尔。
圣克洛德的时区为UTC−04:00（大西洋时区）。

## 行政
圣克洛德的邮政编码为97120，INSEE市镇编码为97124。

## 政治
圣克洛德所属的省级选区为巴斯特尔县。

## 人口

1962-2008年间圣克洛德人口变化图示

圣克洛德于2022年1月1日时的人口数量为10432人。